# Superbike-Weltmeisterschaft 2018
Die Superbike-WM-Saison 2018 war die 31. in der Geschichte der FIM-Superbike-Weltmeisterschaft. Bei 13 Veranstaltungen wurden 25 Rennen ausgetragen.

## Punkteverteilung
Weltmeister wird derjenige Fahrer beziehungsweise der Hersteller, der bis zum Saisonende die meisten Punkte in der Weltmeisterschaft angesammelt hat. Bei der Punkteverteilung werden die Platzierungen im Gesamtergebnis des jeweiligen Rennens berücksichtigt. Die fünfzehn erstplatzierten Fahrer jedes Rennens erhalten Punkte nach folgendem Schema:
| Punkteverteilung | Punkteverteilung | Punkteverteilung | Punkteverteilung | Punkteverteilung | Punkteverteilung | Punkteverteilung | Punkteverteilung | Punkteverteilung | Punkteverteilung | Punkteverteilung | Punkteverteilung | Punkteverteilung | Punkteverteilung | Punkteverteilung | Punkteverteilung |
| ---------------- | ---------------- | ---------------- | ---------------- | ---------------- | ---------------- | ---------------- | ---------------- | ---------------- | ---------------- | ---------------- | ---------------- | ---------------- | ---------------- | ---------------- | ---------------- |
| Platz            | 1                | 2                | 3                | 4                | 5                | 6                | 7                | 8                | 9                | 10               | 11               | 12               | 13               | 14               | 15               |
| Punkte           | 25               | 20               | 16               | 13               | 11               | 10               | 9                | 8                | 7                | 6                | 5                | 4                | 3                | 2                | 1                |

In die Wertung kommen alle erzielten Resultate.

## Wissenswertes

### Allgemein
- Zur Saison 2018 war der Lauf in Deutschland auf dem Lausitzring nicht mehr mit dabei.
- Die tschechische Rennstrecke Automotodrom Brno kehrte in den Rennkalender zurück. Zuletzt wurde hier 2012 gefahren.
- Der neu gebaute Circuito San Juan Villicum bei San Juan in Argentinien war Austragungsort des vorletzten Laufes der Saison.
- Aufgrund von heftigen Regenfällen konnte das zweite Rennen in Katar nicht ausgetragen werden.
- Regeländerungen[1]
  - Ein Concession-System zur Leistungsangleichung der Motorräder, wie es in der MotoGP-Klasse der Motorrad-Weltmeisterschaft üblich ist, wurde eingeführt.
  - Um die Gleichheit der Motorräder zu gewährleisten, konnten die einzelnen Motoren durch ein Drehzahllimit reguliert werden.

## Rennkalender
| Nr. | Lauf | Datum         | Rennen         | Strecke                               | Streckenlayout |
| --- | ---- | ------------- | -------------- | ------------------------------------- | -------------- |
| 1   | 1    | 24. Februar   | Australien     | Phillip Island Circuit                |                |
| 1   | 2    | 25. Februar   | Australien     | Phillip Island Circuit                |                |
| 2   | 1    | 24. März      | Thailand       | Chang International Circuit           |                |
| 2   | 2    | 25. März      | Thailand       | Chang International Circuit           |                |
| 3   | 1    | 14. April     | Spanien        | Motorland Aragón                      |                |
| 3   | 2    | 15. April     | Spanien        | Motorland Aragón                      |                |
| 4   | 1    | 21. April     | Niederlande    | TT Circuit Assen                      |                |
| 4   | 2    | 22. April     | Niederlande    | TT Circuit Assen                      |                |
| 5   | 1    | 12. Mai       | Italien        | Autodromo Enzo e Dino Ferrari         |                |
| 5   | 2    | 13. Mai       | Italien        | Autodromo Enzo e Dino Ferrari         |                |
| 6   | 1    | 26. Mai       | Großbritannien | Donington Park                        |                |
| 6   | 2    | 27. Mai       | Großbritannien | Donington Park                        |                |
| 7   | 1    | 9. Juni       | Tschechien     | Automotodrom Brno                     |                |
| 7   | 2    | 10. Juni      | Tschechien     | Automotodrom Brno                     |                |
| 8   | 1    | 23. Juni      | USA            | Laguna Seca Raceway                   |                |
| 8   | 2    | 24. Juni      | USA            | Laguna Seca Raceway                   |                |
| 9   | 1    | 7. Juli       | Italien        | Misano World Circuit Marco Simoncelli |                |
| 9   | 2    | 8. Juli       | Italien        | Misano World Circuit Marco Simoncelli |                |
| 10  | 1    | 15. September | Portugal       | Autódromo Internacional do Algarve    |                |
| 10  | 2    | 16. September | Portugal       | Autódromo Internacional do Algarve    |                |
| 11  | 1    | 29. September | Frankreich     | Circuit de Nevers Magny-Cours         |                |
| 11  | 2    | 30. September | Frankreich     | Circuit de Nevers Magny-Cours         |                |
| 12  | 1    | 13. Oktober   | Argentinien    | Circuito San Juan Villicum            |                |
| 12  | 2    | 14. Oktober   | Argentinien    | Circuito San Juan Villicum            |                |
| 13  | 1    | 26. Oktober   | Katar          | Losail International Circuit          |                |
| 13  | 2    | 27. Oktober   | Katar          | Losail International Circuit          |                |

## Teams und Fahrer
Die Auflistung der Teams und Fahrer entspricht der offiziellen Starterliste. Ersatz- und Wildcard-Fahrer sind in dieser Übersicht gesondert gekennzeichnet.
| Nr. | Fahrer                | Nation         | Team                                | Motorrad          |
| --- | --------------------- | -------------- | ----------------------------------- | ----------------- |
| 1   | Jonathan Rea          | Großbritannien | Kawasaki Racing Team WorldSBK       | Kawasaki ZX-10 RR |
| 2   | Leon Camier           | Großbritannien | Red Bull Honda World Superbike Team | Honda CBR1000RR   |
| 5   | Wladimir Leonow       | Russland       | SPB Racing Team                     | Kawasaki ZX-10 RR |
| 7   | Chaz Davies           | Großbritannien | Aruba.it Racing – Ducati            | Ducati Panigale R |
| 12  | Javier Forés          | Spanien        | BARNI Racing Team                   | Ducati Panigale R |
| 17  | Troy Herfoss          | Australien     | Penrite Honda                       | Honda CBR1000RR   |
| 21  | Michael Ruben Rinaldi | Italien        | Aruba.it Racing – Junior Team       | Ducati Panigale R |
| 22  | Alex Lowes            | Großbritannien | Pata Yamaha Official WorldSBK Team  | Yamaha YZF-R 1    |
| 25  | Daniel Falzon         | Australien     | Yamaha Racing Team                  | Yamaha YZF-R 1    |
| 28  | Bradley Ray           | Großbritannien | Buildbase Suzuki                    | Suzuki GSX-R1000  |
| 32  | Lorenzo Savadori      | Italien        | Milwaukee Aprilia                   | Aprilia RSV4 RF   |
| 33  | Marco Melandri        | Italien        | Aruba.it Racing – Ducati            | Ducati Panigale R |
| 34  | Davide Guigliano      | Italien        | Milwaukee Aprilia                   | Aprilia RSV4 RF   |
| 36  | Leandro Mercado       | Argentinien    | Orelac Racing VerdNatura            | Kawasaki ZX-10 RR |
| 37  | Ondřej Ježek          | Tschechien     | Guandalini Racing                   | Yamaha YZF-R1     |
| 40  | Román Ramos           | Spanien        | Team GoEleven Kawasaki              | Kawasaki ZX-10 RR |
| 41  | Luke Mossey           | Großbritannien | Team Pedercini Racing               | Kawasaki ZX-10 RR |
| 45  | Jake Gagne            | USA            | Red Bull Honda World Superbike Team | Honda CBR 1000RR  |
| 47  | Wayne Maxwell         | Australien     | Yamaha Racing Team                  | Yamaha YZF-R1     |
| 50  | Eugene Laverty        | Irland         | Milwaukee Aprilia                   | Aprilia RSV4 RF   |
| 54  | Toprak Razgatlıoğlu   | Türkei         | Kawasaki Puccetti Racing            | Kawasaki ZX-10 RR |
| 60  | Michael van der Mark  | Niederlande    | Pata Yamaha Official WorldSBK Team  | Yamaha YZF-R 1    |
| 66  | Tom Sykes             | Großbritannien | Kawasaki Racing Team WorldSBK       | Kawasaki ZX-10 RR |
| 68  | Yonny Hernández       | Kolumbien      | Team Pedercini Racing               | Kawasaki ZX-10 RR |
| 76  | Loris Baz             | Frankreich     | GULF ALTHEA BMW Racing Team         | BMW S 1000 RR     |
| 81  | Jordi Torres          | Spanien        | MV Agusta Reparto Corse             | MV Agusta 1000 F4 |
| 91  | Leon Haslam           | Großbritannien | Kawasaki Puccetti Racing            | Kawasaki ZX-10 RR |
| 99  | P. J. Jacobsen        | USA            | TripleM Honda World Superbike Team  | Honda CBR1000RR   |

| Legende         |
| --------------- |
| Stammfahrer     |
| Wildcard-Fahrer |
| Ersatzfahrer    |

Anmerkungen
1. ↑  Wildcard in Aragonien und Imola
2. 1 2 3  Wildcard in Australien
3. ↑  Stammfahrer ab Aragonien
4. ↑   Wildcard in Großbritannien
5. ↑  Ersatz für Laverty in Aragonien und den Niederlanden
6. ↑  Ersatz für Hernández in Großbritannien
7. ↑  Wildcard in Imola